# Tomáš Jurco
Tomáš Jurco (* 22. prosince 2003 Ústí nad Orlicí) je český florbalový brankář, reprezentant, juniorský mistr světa z roku 2021, vítěz Poháru mistrů 2024 a dvojnásobný mistr Česka ze sezón 2022/2023 a 2023/2024. V nejvyšších soutěžích Česka a Švédska hraje od roku 2020.

## Klubová kariéra

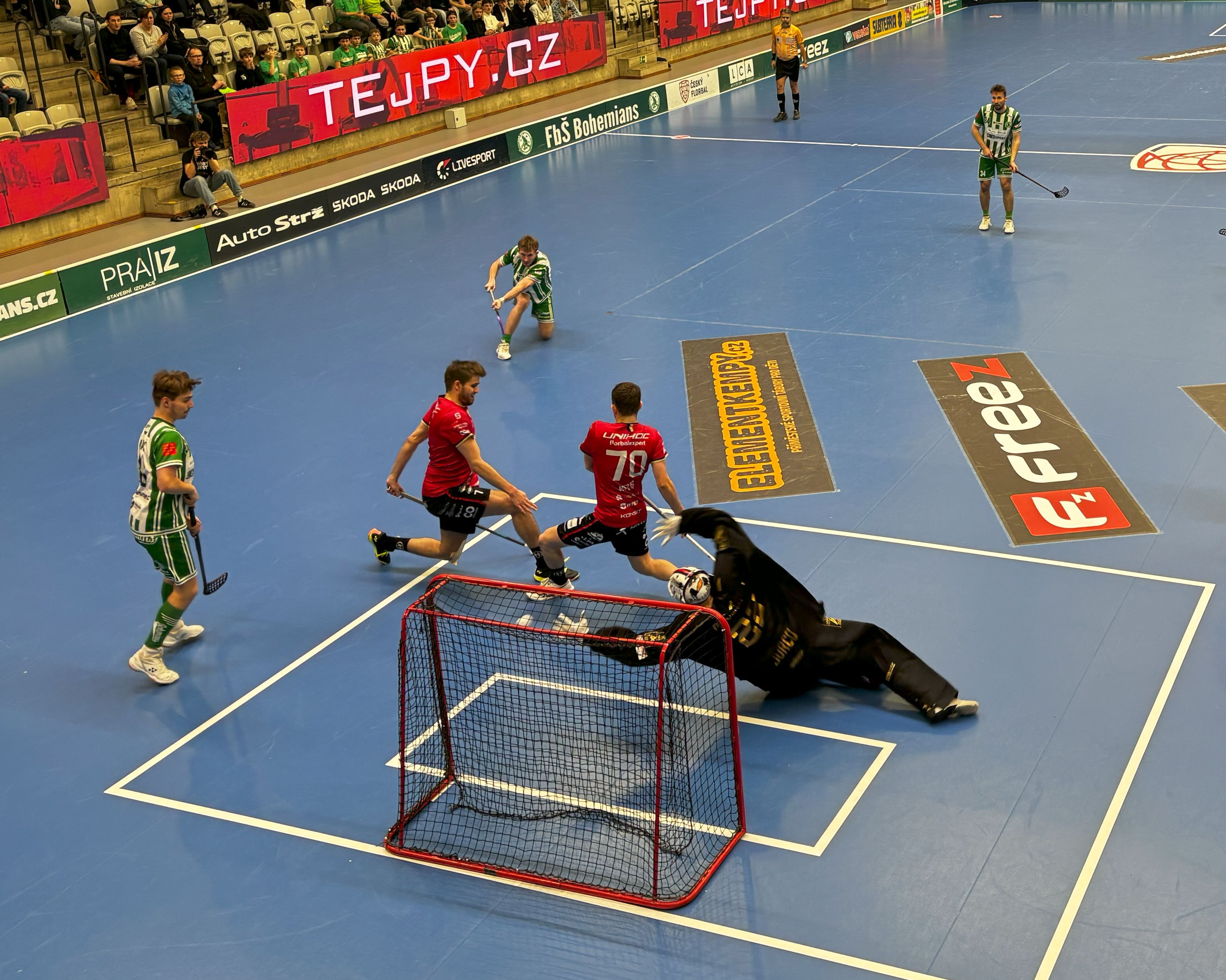
Jurco (v popředí) chytá za Tatran Střešovice v semifinále 2024/2025

Tomáš Jurco s florbalem začínal v klubu FbK Orlicko-Třebovsko. V roce 2017 se zúčastnil příměstského kempu pražského týmu Tatran Střešovice, kde si ho vyhlédli trenéři. Za tatranské dorostence začal hrát na střídavý start od sezóny 2017/2018. S juniory v sezóně 2021/2022 získal mistrovský titul.
V ročníku 2020/2021 v 16 letech poprvé nastoupil v mužském týmu v Superlize. V další sezóně se s Tatranem po sedmi letech dostali do finále, i když Jurco sám v rozhodujících zápasech ještě nehrál. Již o rok později v sezóně 2022/2023 ale Tatranu vychytal mistrovský titul. Zároveň nastupoval v 1. lize i za tým Butchis, který v tomto ročníku postoupil do Superligy.
V lednu 2024 jako první český tým vyhráli Pohár mistrů, kde byl Jurco vybrán za nejlepšího hráče finálového zápasu. O měsíc později zvítězili po třinácti letech i v národním poháru. Ve stejné sezóně Jurco jako nejlepší hráč Superfinále přispěl k obhajobě ligového titulu a zisku tzv. treble. Za tyto výkony byl vyhlášen brankářem sezóny 2023/2024. Stále hrál i v nižší soutěži, tentokrát za FbC Hradec Králové. V sezóně 2024/2025 v ligovém finále prohráli, ale znovu získali pohárový titul, a Jurco obhájil pozici nejlepšího brankáře. Na konci ročníku oznámil přestup do Švédské Superligy do týmu Linköping IBK, kde již působí jeho reprezentační spoluhráči Matěj Jendrišák a Josef Rýpar a nově i Lukáš Punčochář.

## Reprezentační kariéra
Jurco byl nominován jako druhý brankář do juniorské reprezentace na mistrovství světa do 19 let v roce 2021. Po přesvědčivém výkonu v základní části odehrál i oba zápasy play-off a jako nejlepší brankář šampionátu pomohl k obhajobě mistrovského titulu.
V mužské reprezentaci poprvé hrál ve vítězném přátelském zápase proti Švýcarsku v únoru 2023. O rok později v únoru 2024 poprvé chytal v oficiálním zápase v kvalifikaci na Mistrovství světa 2024. Na samotného šampionátu, kde český tým získal bronz, již nastoupil do většiny zápasů. V zápase o třetí místo ale nechytal.
| Umístění         | Soutěž                                       |
| ---------------- | -------------------------------------------- |
| Zlatá medaile    | Mistrovství světa ve florbale do 19 let 2021 |
| Stříbrná medaile | Mistrovství světa ve florbale 2024           |